# 岡山県道・兵庫県道161号市場佐用線
岡山県道・兵庫県道161号市場佐用線（おかやまけんどう・ひょうごけんどう161ごう いちばさようせん）は、岡山県美作市から兵庫県佐用郡佐用町に至る一般県道である。

## 概要
岡山県美作市粟井中から兵庫県佐用郡佐用町延吉に至る。

### 路線データ
- 起点：岡山県美作市粟井中（国道429号交点）
- 終点：兵庫県佐用郡佐用町延吉（国道373号交点）
- 総延長：5.486 km

## 歴史
- 1993年（平成5年）5月11日 - 建設省から、県道岡山賀陽線の一部を岡山賀陽線として主要地方道に指定される[1]。
- 1994年（平成6年）4月1日 - 路線認定。

## 路線状況

### 重複区間
- 岡山県道5号作東大原線（岡山県美作市五名 - 美作市豆田）
- 岡山県道・兵庫県道240号下庄佐用線（兵庫県佐用郡佐用町豊福）

## 地理

### 通過する自治体
- 岡山県
  - 美作市
- 兵庫県
  - 佐用郡佐用町

### 交差する道路
| 交差する道路                                   | 都道府県名 | 市町村名 | 市町村名 | 交差する場所 | 交差する場所 |
| ---------------------------------------------- | ---------- | -------- | -------- | ------------ | ------------ |
| 国道429号                                      | 岡山県     | 美作市   | 美作市   | 粟井中       | 起点         |
| 岡山県道358号鷺巣溝口線                        | 岡山県     | 美作市   | 美作市   | 鷺巣         |              |
| 岡山県道5号作東大原線 重複区間起点             | 岡山県     | 美作市   | 美作市   | 五名         |              |
| 岡山県道5号作東大原線 重複区間終点             | 岡山県     | 美作市   | 美作市   | 豆田         |              |
| 岡山県道・兵庫県道124号宮原力万線              | 岡山県     | 美作市   | 美作市   | 宮原         |              |
| 岡山県道・兵庫県道240号下庄佐用線 重複区間起点 | 兵庫県     | 佐用郡   | 佐用町   | 豊福         |              |
| 岡山県道・兵庫県道240号下庄佐用線 重複区間終点 | 兵庫県     | 佐用郡   | 佐用町   | 豊福         |              |
| 国道373号                                      | 兵庫県     | 佐用郡   | 佐用町   | 延吉         | 終点         |

### 沿線
- 吉野郵便局